# Anatragoides cylindricus
Anatragoides cylindricus là một loài bọ cánh cứng trong họ Cerambycidae.